# Vi drar till fjällen
"Vi drar till fjällen" var en hit av Markoolio 1999. Den släpptes på singel den 1 mars 1998, och fanns med på hans debutalbum Sticker hårt som kom senare under 1998. Singeln toppade singellistan i Sverige den 18 februari 1999. Den testades även på Svensktoppen den 27 februari 1999, men tog sig inte in på listan.. Elise och Jemma Myrberg medverkar på låten med sång.

## Listplaceringar och listföljd
| Lista (1999) | Topplacering |
| ------------ | ------------ |
| Norge        | 4            |
| Sverige      | 1            |